# Семёновка (Нижегородская область)
Семёновка — татарское село в Краснооктябрьском районе Нижегородской области, единственный населённый пункт Семёновского сельсовета.

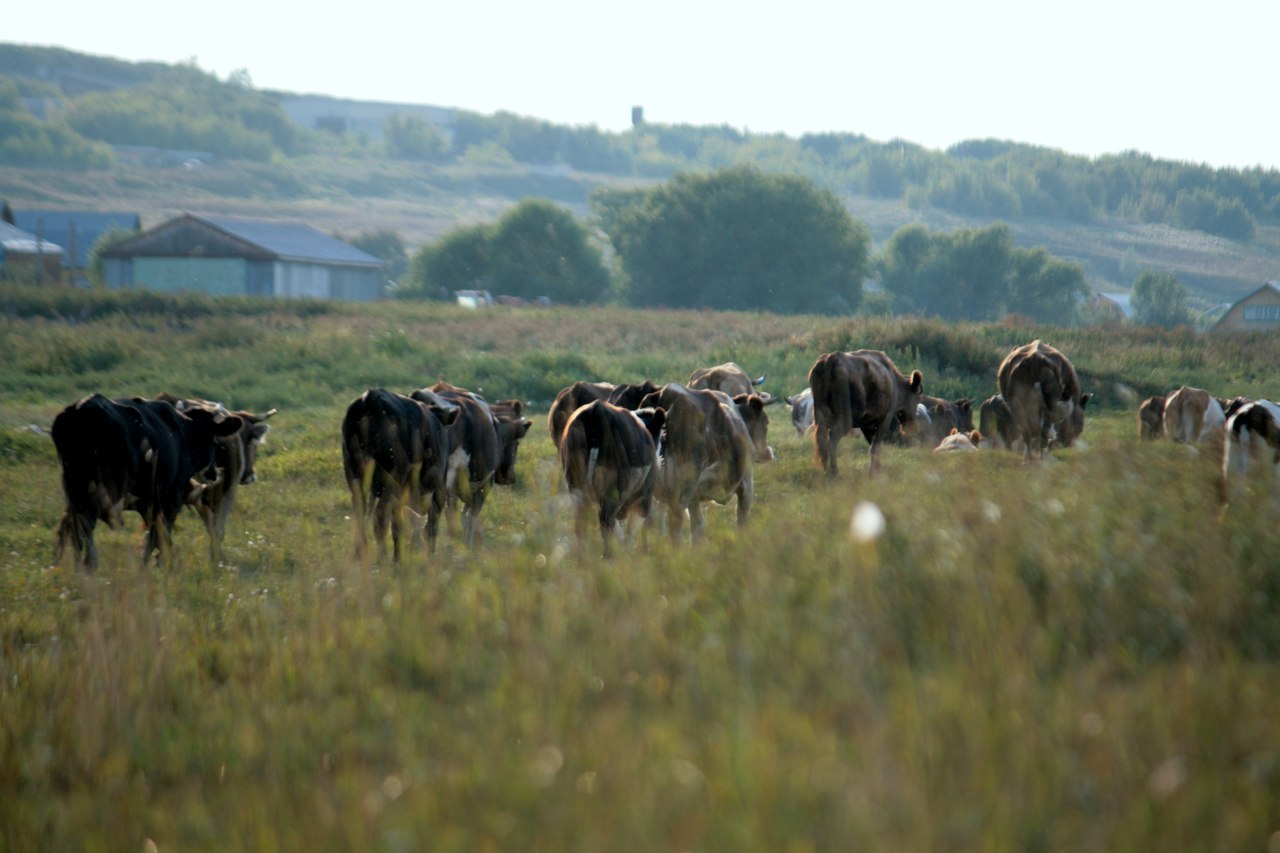

Село располагается на правом берегу реки Пьяна в 19 км к югу от Сергача и в 7 км к северу от Уразовки.
В окрестностях села располагаются поселения Пошатово, Пожарки, Кочко-Пожарки, Трёхозёрки, Акузово, Овечий овраг, Кадомка, Кузьминка и Антяровка.
В селе имеется деревянная мечеть, детский сад, школа, магазин, дом культуры, военная стела и Шахидлар каберлар — мемориал духовной интеллигенции, расстрелянной в ранний советский период, а также хоккейная и футбольная площадки и пляж на берегу Пьяны. Имеется отделение Почты России (индекс 607532).

## Население
| 2002 | 2010 | 2012 | 2013 | 2014 | 2015 | 2016 |
| ---- | ---- | ---- | ---- | ---- | ---- | ---- |
| 625  | ↘590 | ↘567 | ↘560 | ↘551 | ↘543 | ↘535 |
| 2017 | 2018 | 2019 | 2020 | 2021 |      |      |
| ↘532 | ↘518 | ↘501 | ↘493 | ↘478 |      |      |

## История

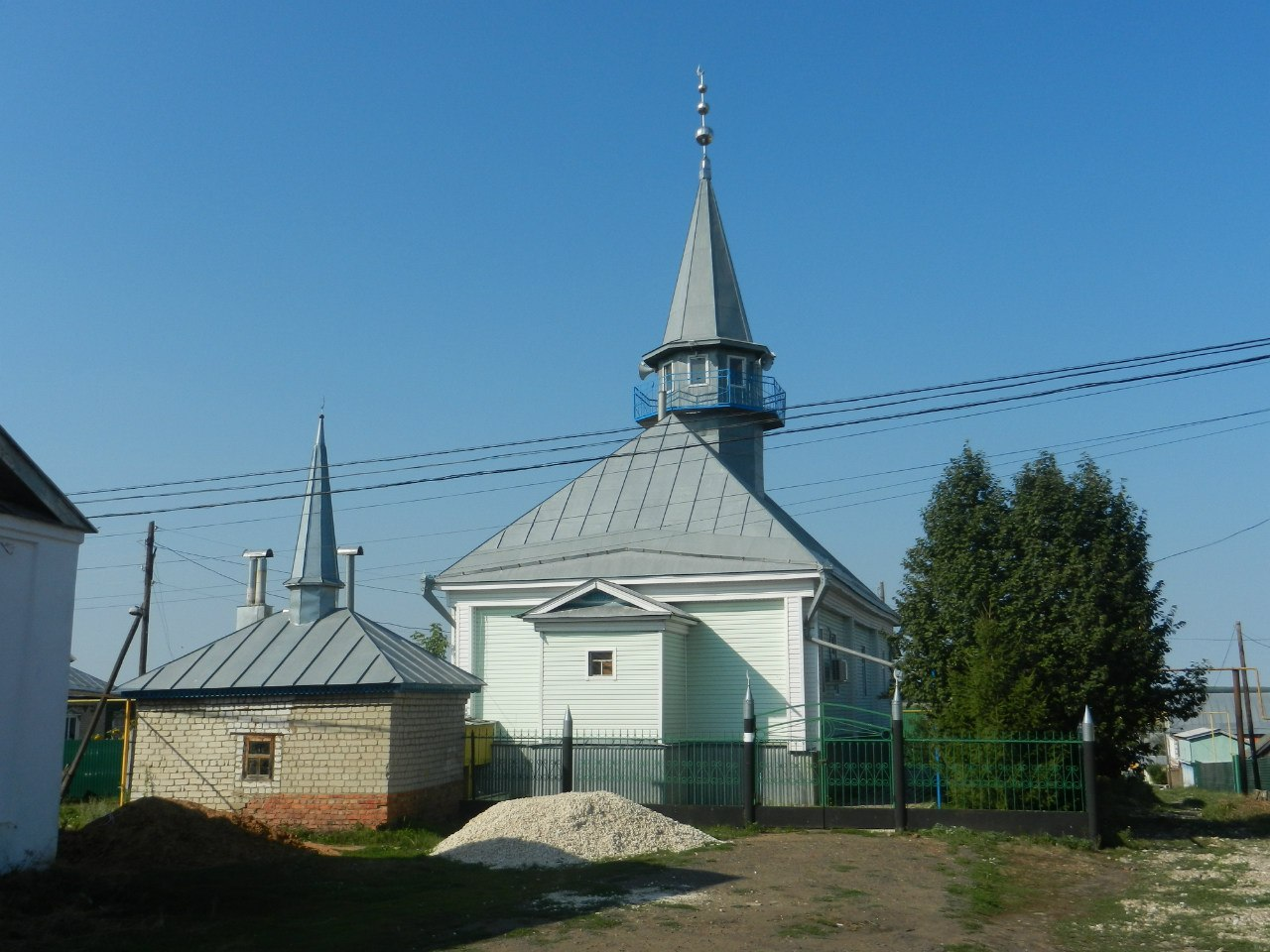

Первое упоминание о деревне Семёновке сохранилось в «Алатырских писцовых книгах» и относится к 1623 году. В них сообщается, что Семёновка располагается по правую сторону от реки Пьяна, по ту же сторону, что и Овечий Овраг. Само село было закреплено в качестве поместий Семёна и Ивана Зыковых. (Возможно Зыковы — древний, не самый известный дворянский род)
В Семёновке и её окрестностях было 30 дворов служилых татар и 9 небольших поместов, дарованных за военную или государственную службу. Данные цифры означают, что к 1623 году Семёновка была уже крупным селом и она возникла несколько ранее.
Из-за нехватки территории растущие население неоднократно отделялось от центра села и строило новые жилые постройки неподалёку. Подобное явление получило такое название, как «выставка» или «отпочкование». Следует заметить, что до 1623 года Семёновка пережила несколько «выставок» — например, от неё отделилось село Пошатово.